# Imputación (estadística)
En estadística, la imputación es la sustitución de valores no informados en una observación por otros.
A veces es un paso necesario para poder tratar los datos con determinadas técnicas estadísticas de análisis. Idealmente, este análisis debería tener en cuenta el hecho de que algunos de los datos no son observados sino que han sido imputados.
Existen diversas técnicas de imputación.